# Communauté de communes du Haut Trégor
Die Communauté de communes du Haut Trégor ist ein ehemaliger französischer Gemeindeverband mit der Rechtsform einer Communauté de communes im Département Côtes-d’Armor, dessen Verwaltungssitz sich im Ort Minihy-Tréguier befand. Sein Einzugsgebiet lag im Nordwesten des Départements. Der am 19. Dezember 2012 gegründete Gemeindeverband bestand aus 15 Gemeinden und zählte 15.740 Einwohner (Stand 2013) auf einer Fläche von 147,8 km².

## Historische Entwicklung
Der Gemeindeverband entstand durch den Zusammenschluss der Communauté de communes du Pays Rochois und der Communauté de communes des Trois Rivières und startete administrativ am 1. Januar 2013.
Mit Wirkung vom 1. Januar 2017 fusionierte der Verband mit der Communauté de communes de la Presqu’île de Lézardrieux und der Lannion-Trégor Communauté und bildete so eine Nachfolgeorganisation gleichen Namens.

## Aufgaben des Gemeindeverbands
Da die Mehrzahl der Gemeinden sehr klein war und Bürgermeister (Maires) im Nebenamt hatten, war die Communauté für verschiedene Aufgaben der beteiligten Gemeinden zuständig. Es bestanden vom Präsidenten und von Vizepräsidenten des Gemeindeverbands geführte Abteilungen (Wirtschaftsförderung, Raumplanung und Finanzen; Kinder und Jugend; Personal, Sozialdienst, Gesundheit, Zusammenarbeit und Wohnbau; Kultur und Tourismus; Abwasserreinigung, Entwässerung, Wassernutzung; Sport, Vereinsleben und Kommunikation; Umweltschutz und Ortsplanung; Abfallsammlung und -entsorgung), welche übergemeindliche Aufgaben leisteten.

## Ehemalige Mitgliedsgemeinden
Der Communauté de communes du Haut Trégor gehörten 15 Gemeinden in zwei Kantonen an. Dazu gehörten alle zehn Gemeinden des Kantons Tréguier und fünf Gemeinden des Kantons La Roche-Derrien:
| Gemeinde        | Einwohner 1. Januar 2022 | Fläche km² | Dichte Einw./km² | Code INSEE | Postleitzahl |
| --------------- | ------------------------ | ---------- | ---------------- | ---------- | ------------ |
| Camlez          | 832                      | 11,66      | 71               | 22028      | 22450        |
| Coatréven       | 493                      | 9,13       | 54               | 22042      | 22450        |
| Hengoat         | 223                      | 6,19       |                  | 22078      | 22450        |
| Langoat         | 1.161                    | 18,50      | 63               | 22101      | 22450        |
| Lanmérin        | 573                      | 4,15       | 138              | 22110      | 22300        |
| Minihy-Tréguier | 1.263                    | 12,07      | 105              | 22152      | 22220        |
| Penvénan        | 2.548                    | 19,84      | 128              | 22166      | 22710        |
| Plougrescant    | 1.198                    | 15,54      | 77               | 22218      | 22820        |
| Plouguiel       | 1.745                    | 19,07      | 92               | 22221      | 22220        |
| Pommerit-Jaudy  | 1.264                    | 20,37      |                  | 22247      | 22450        |
| Pouldouran      | 159                      | 1,02       |                  | 22253      | 22450        |
| La Roche-Jaudy  | 2.643                    | 1,84       | 1.436            | 22264      | 22450        |
| Tréguier        | 2.349                    | 1,52       | 1.545            | 22362      | 22220        |
| Trézény         | 355                      | 3,25       | 109              | 22381      | 22450        |
| Troguéry        | 219                      | 3,61       | 61               | 22383      | 22450        |